# Manfrinópolis
Manfrinópolis es un municipio brasileño del estado de Paraná. Su población estimada en 2010 era de 4.232 habitantes.